# الهكيبي (عبس)

تعديل مصدري - تعديل

الهكيبي هي إحدى قرى عزلة بني حسن بمديرية عبس التابعة لمحافظة حجة، بلغ تعداد سكانها 83 نسمة حسب تعداد اليمن لعام 2004.